# Palazzetto dei Serragli
Il palazzetto dei Serragli è un palazzo di Firenze in via Taddea 8.

## Storia e descrizione
Il palazzo in questione, nonostante numerose ricerche d'archivio, è ancora un'incognita dal punto di vista storico: non se ne conosce la data di costruzione, né è certo quali siano stati i proprietari che si sono succeduti negli anni e lo sviluppo della decorazione del palazzo negli anni.
Nella carta del Bonsignori del 1584 (al Museo di Firenze com'era) in questa zona a ridosso del convento di Sant'Orsola si riconoscono alcune case a schiera e sul retro un'area tenuta ad orti e giardini. Lo stemma piccolo sull'antico portale, con data 1542 apparterrebbe alla famiglia dei Serragli, ma alcune fonti lo attribuiscono anche ai Buonaccorsi, anche se può darsi che non si trovasse originariamente in quella posizione.
Il palazzo è composto da due edifici un tempo distinti, come dimostra la forma asimmetrica e il piccolo vicolo incluso oggi nella costruzione, che faceva un tempo da separatore. In ricordo dell'antico passaggio è stata lasciata la finestra inginocchiata in pietra serena, che oggi fluttua curiosamente al di sopra di una scaletta sulla parete di quello che oggi è un corridoio.
Per una prima menzione certa si deve attendere fino al 1887 quando gli allora proprietari, la famiglia Cecchi, chiesero la licenza per aprire nella struttura un'attività alberghiera, funzione che ricopre tutt'oggi.
Nel 1891 nel Protocollo Generale del Comune di Firenze compariva la proposta di espropriare una parte del palazzo, esattamente l'avancorpo che si protende per un paio di metri su via Rosina e piazza del Mercato Centrale, per demolirlo e allargare via Taddea, consentendo un più agevole passaggio dei mezzi diretti al Mercato Centrale. Per fortuna ciò non venne messo in pratica, perché in quella parte restano oggi alcuni degli elementi più interessanti della costruzione, come la graziosa loggetta al secondo piano, sostenuta da esili colonnine.
Nell'atrio di ingresso una stanza sostenuta da volte a crociera ai lati presenta un'interessante decorazione con un finto pergolato in trompe-l'œil, dipinto con tralci di vite e putti svolazzanti in cielo, opera probabilmente ottocentesca, come una simile nel Palazzo dei Cartelloni.  Un altro ambiente suggestivo è il grande vano coperto da volte nella parte posteriore.

## Altre immagini

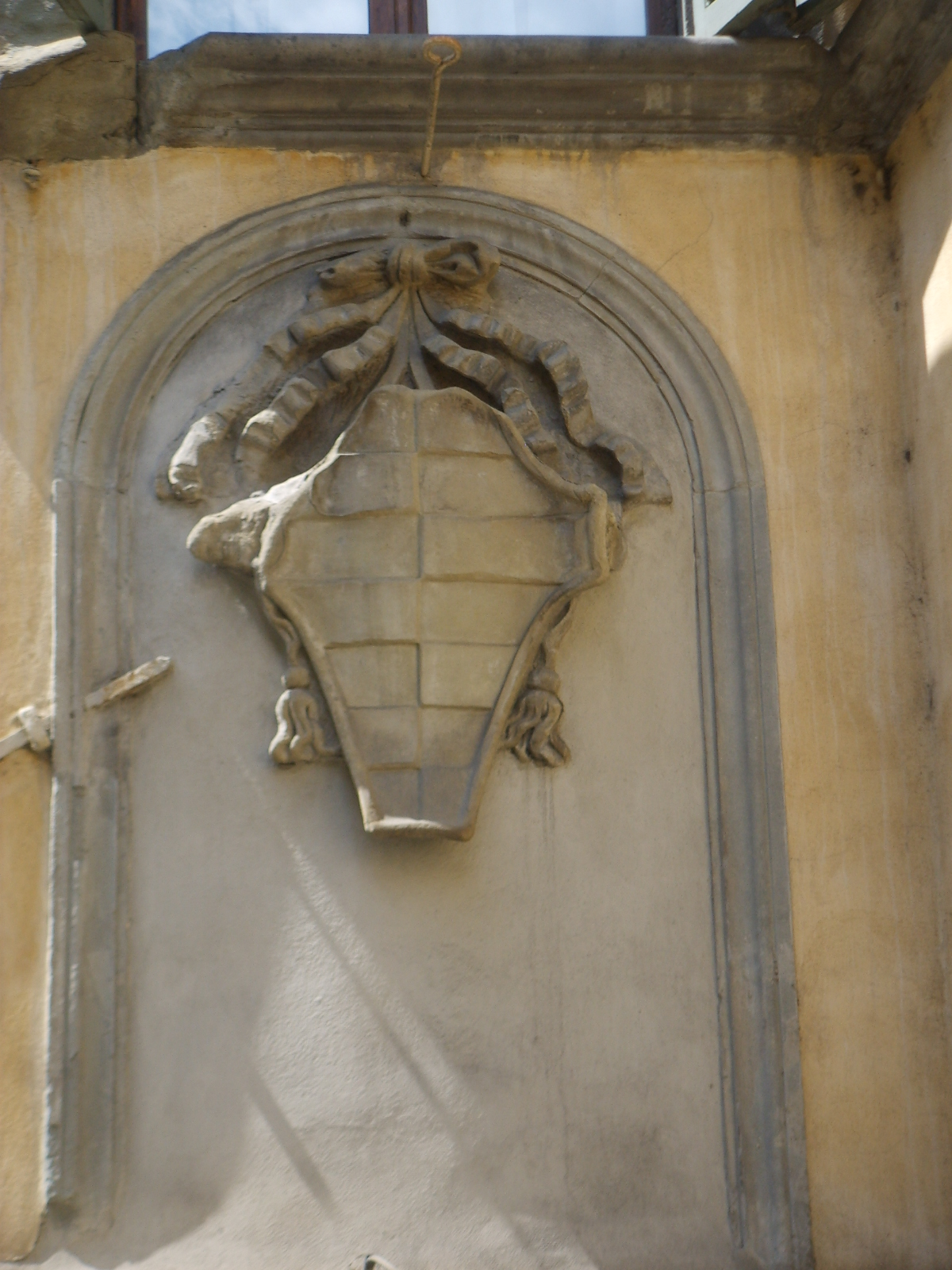
Lo stemma dei Serragli
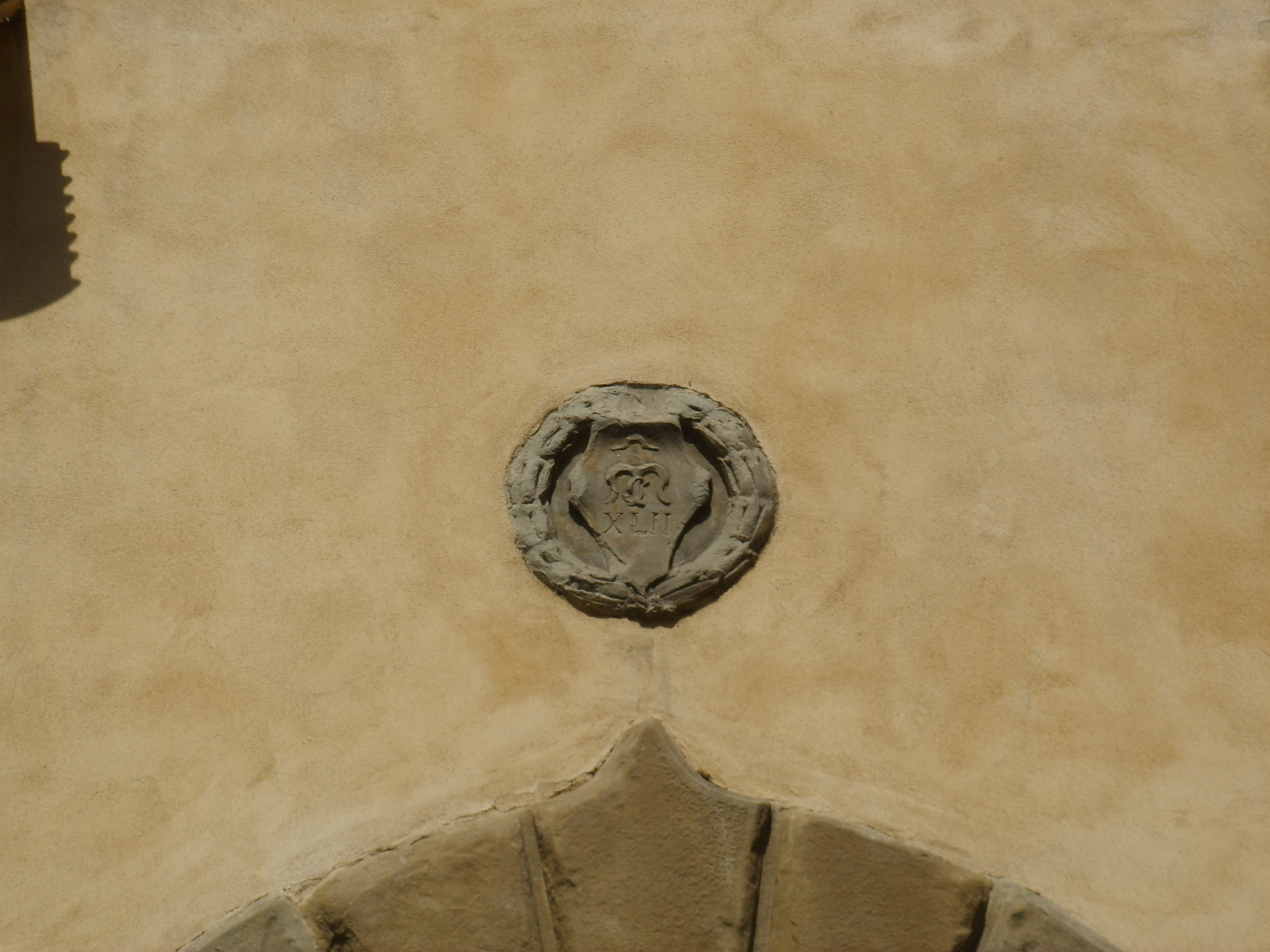
Lo stemma con la data